# ایتالیا ساختمان

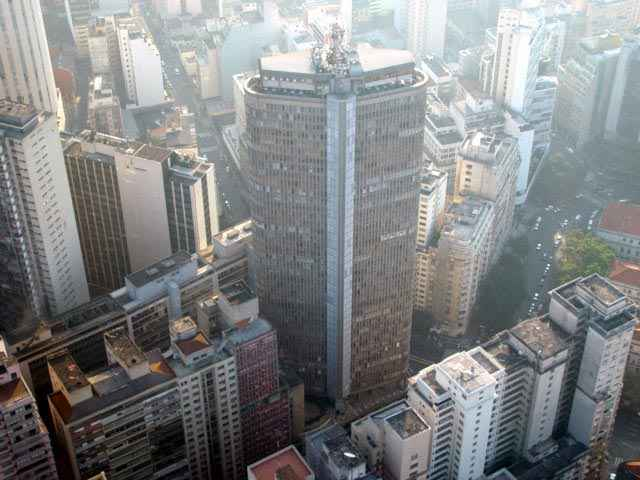
ایتالیا ساختمان

ایتالیا ساختمان (در زبان پرتغالی : Edifício Itália) دومین آسمان خراش از نظر ارتفاع در برزیل است. این ساختمان در سائو پائولو واقع شده که ارتفاع آن ۱۶۵ متر است و دارای ۴۶ طبقه و ۵۲٫۰۰۰ متر مربع زیر بنا می‌باشد.این ساختمان در سال ۱۹۶۵ تکمیل شد.